# Leonello Chiericati
Leonello Chiericati (Vicenza, 1443 – Concordia Sagittaria, 19 agosto 1506) è stato un vescovo cattolico italiano.

## Biografia
Nato a Vicenza nel 1443 dalla nobile famiglia dei Chiericati, figlio del conte Niccolò e da Caterina Loschi, figlia dell'umanista Antonio; fu tenuto a battesimo da Leonello d'Este. Ricevette un'educazione umanistica raffinata. Studiò greco con Ognibene da Lonigo e si laureò in diritto canonico all'Università di Padova. Durante gli studi scrisse il Dialogus Leonelli Chieregati, un'opera che rifletteva l'influenza di Cicerone e Platone, trattando l'immortalità dell'anima e la serenità stoica di fronte alla sofferenza.
Tradusse due orazioni parenetiche di Isocrate (A Nicocle e Nicocle), dedicate a Niccolò d'Este, figlio di Leonello d'Este. Queste opere erano pensate come manuali per il buon principe, esaltando la monarchia come forma ideale di governo.
Fu vescovo di Arbe dal 1472 al 1484, di Traù dal 1484 al 1488 e di Concordia Sagittaria dal 1488 alla morte.
Partecipò a missioni diplomatiche, tra cui un viaggio in Germania per unire i principi tedeschi contro i Turchi. Si oppose anche ai tentativi di convocare concili che minacciavano l'autorità papale, come dimostra la sua Epistola ad Georgium praepositum Basiliensem.
Tra le sue amicizie letterarie si ricorda quella con l'umanista pordenonese Pietro Capretto.
Morì il 19 agosto 1506 a Concordia Sagittaria.